# 5074 Ґетцертел
5074 Ґетцертел (5074 Goetzoertel) — астероїд головного поясу, відкритий 24 серпня 1949 року.
Тіссеранів параметр щодо Юпітера — 3,231.